# Chītgar
Chītgar (persiska: چیتگر) är en ort i Iran.   Den ligger i provinsen Khorasan, i den nordöstra delen av landet, 600 km öster om huvudstaden Teheran. Chītgar ligger 1 341 meter över havet och antalet invånare är 465.
Terrängen runt Chītgar är kuperad söderut, men norrut är den platt. Terrängen runt Chītgar sluttar norrut. Runt Chītgar är det ganska glesbefolkat, med 38 invånare per kvadratkilometer. Närmaste större samhälle är Fārūj, 13,9 km norr om Chītgar. Trakten runt Chītgar består i huvudsak av gräsmarker.